# Sebastian Deindl
Sebastian Deindl (* 16. März 1978 in Basel) ist ein deutsch-schwedischer Biochemiker, Molekularbiophysiker und Strukturbiologe. Im November 2024 wurde Sebastian Deindl für eine Alexander-von-Humboldt-Professur ausgewählt.

## Leben und Wirken
Sebastian Deindl studierte Biochemie an der Universität Tübingen und lernte dabei die Strukturbiologie kennen. Er schloss sein Studium 2004 mit dem Diplom ab. Im Jahr 2009 wurde er an der University of California, Berkeley promoviert, unter der Betreuung von John Kuriyan. Während dieser Zeit konzentrierte sich seine Forschung auf die biophysikalischen Mechanismen der Signalübertragung und die Struktur von Proteinkomplexen.
Nach seiner Promotion war Deindl von 2009 bis 2014 als Jane-Coffin-Childs-Postdoktorand und Stipendiat am Department of Chemistry and Chemical Biology an der Harvard University tätig, wo er in der Forschungsgruppe von Xiaowei Zhuang Einzelmolekül-Methoden entwickelte und auf die Untersuchung von Chromatin-Dynamik anwandte.
Im Jahr 2014 trat Deindl eine Assistenzprofessur an der Universität Uppsala an. Er wurde 2018 zum assoziierten Professor berufen und erhielt 2021 eine ordentliche Professur für Molekulare Biophysik. An der Universität Uppsala leitet er eine Forschungsgruppe im Bereich der mechanistischen Chromatinbiologie, die die komplexen molekularen Strukturen und Dynamiken von nukleinsäurebindenden Proteinen untersucht und ihre kollektive Rolle bei der Regulation der Genexpression, insbesondere im chromatinären Kontext. Im Jahr 2024 wurde er für eine Alexander von Humboldt-Professur, den höchstdotierten Forschungspreis Deutschlands, ausgewählt. In diesem Kontext soll Deindl an der Universität Tübingen als Humboldt-Professor den Lehrstuhl für Strukturbiologie am Interfakultären Institut für Biochemie (IFIB) einnehmen.

## Auszeichnungen (Auswahl)
- 2017: ERC Starting Grant[1][6]
- 2019: EMBO Young Investigator Award[1][7]
- 2022: ERC Advanced Grant[1][8]
- 2024: Alexander von Humboldt-Professur[1]

## Publikationen (Auswahl)
- mit Javier Aguirre Rivera, Guanzhong Mao, Anton Sabantsev, Mikhail Panfilov, Qiqi Hou, Michael Lindell, Christelle Chanez, Félix Ritort, Martin Jinek: Massively parallel analysis of single-molecule dynamics on next-generation sequencing chips. In: Science. Band 385, Nr. 6711, 23. August 2024, doi:10.1126/science.adn5371, PMID 39172826.
- mit Luka Bacic, Guillaume Gaullier, Jugal Mohapatra, Guanzhong Mao, Klaus Brackmann, Mikhail Panfilov, Glen Liszczak, Anton Sabantsev: Asymmetric nucleosome PARylation at DNA breaks mediates directional nucleosome sliding by ALC1. In: Nature Communications. Band 15, Nr. 1, 2. Februar 2024, ISSN 2041-1723, S. 1000, doi:10.1038/s41467-024-45237-8, PMID 38307862, PMC 10837151 (freier Volltext).
- mit Emil Marklund, Guanzhong Mao, Jinwen Yuan, Spartak Zikrin, Eldar Abdurakhmanov, Johan Elf: Sequence specificity in DNA binding is mainly governed by association. In: Science. Band 375, Nr. 6579, 28. Januar 2022, S. 442–445, doi:10.1126/science.abg7427.
- mit Emil Marklund, Brad van Oosten, Guanzhong Mao, Elias Amselem, Kalle Kipper, Anton Sabantsev, Andrew Emmerich, Daniel Globisch, Xuan Zheng, Laura C. Lehmann, Otto G. Berg, Magnus Johansson, Johan Elf: DNA Surface Exploration and Operator Bypassing During Target Search. In: Nature. Band 583, Nr. 7818, 23. Juli 2020, S. 858–861, doi:10.1038/s41586-020-2413-7.
- mit Gregory D. Bowman: Remodeling the genome with DNA twists. In: Science. Band 366, Nr. 6461, 4. Oktober 2019, S. 35–36, doi:10.1126/science.aay4317, PMID 31604293.
- mit Anton Sabantsev, Robert F. Levendosky, Xiaowei Zhuang, Gregory D. Bowman: Direct observation of coordinated DNA movements on the nucleosome during chromatin remodelling. In: Nature Communications. Band 10, Nr. 1, 12. April 2019, ISSN 2041-1723, S. 1720, doi:10.1038/s41467-019-09657-1, PMID 30979890, PMC 6461674 (freier Volltext).
- mit William L. Hwang, Bryan T. Harada, Xiaowei Zhuang: Histone H4 tail mediates allosteric regulation of nucleosome remodelling by linker DNA. In: Nature. Band 512, Nr. 7513, August 2014, ISSN 1476-4687, S. 213–217, doi:10.1038/nature13380, PMID 25043036, PMC 4134374 (freier Volltext).
- mit Theresa A. Kadlecek, Tomas Brdicka, Xuan Cao, Arthur Weiss, John Kuriyan: Structural Basis for the Inhibition of Tyrosine Kinase Activity of ZAP-70. In: Cell. Band 129, Nr. 4, 18. Mai 2007, S. 735–746, doi:10.1016/j.cell.2007.03.039, PMID 17512407.